# Eburodacrys gigas
Eburodacrys gigas är en skalbaggsart som beskrevs av Pierre Émile Gounelle 1909. Eburodacrys gigas ingår i släktet Eburodacrys och familjen långhorningar.
Artens utbredningsområde är Surinam. Inga underarter finns listade i Catalogue of Life.